# Clatworthy
Clatworthy is een civil parish in het bestuurlijke gebied Somerset West and Taunton, in het Engelse graafschap Somerset met 101 inwoners.